# Eskebjerg (Knudshoved Odde)
 For alternative betydninger, se Eskebjerg (flertydig). (Se også artikler, som begynder med Eskebjerg)
Ved bakken Eskebjerg på Knudshoved Odde er udgravet en 13.000 år gammel boplads. Den stammer fra den sidste, kolde fase af istiden. Det er en af de største bopladser som kendes fra Danmark fra denne tid. Det fortæller, at jægerne er vendt tilbage hertil år efter år, for at ligge på lur, når renerne kom.
På bopladsen er der udelukkende fundet flint. Meget af flinten er brændt. Det kan skyldes, at der har været store bål, når kødet fra renerne blev røget.
Bopladsen kan dateres til Ahrensburgkultur

## Eksterne kilder og henvisninger
- Rensdyrjagerne Arkiveret 13. februar 2010 hos  Wayback Machine

|  | Denne artikel om lokaliteten Eskebjerg (Knudshoved Odde) kan blive bedre, hvis der indsættes et (bedre) billede. Du kan hjælpe ved at afsøge Wikimedia Commons for et passende billede eller lægge et op på Wikimedia Commons med en af de tilladte licenser og indsætte det i artiklen. |

55°4′14″N 11°42′1″Ø / 55.07056°N 11.70028°Ø